# كارلوس جونيور
كارلوس ألبرتو كارفالو دا سيلفا جونيور (بالبرتغالية: Carlos Alberto Carvalho da Silva Júnior‏) (15 أغسطس 1995 في البرازيل - ) هو لاعب كرة قدم برازيلي في مركز الهجوم في نادي نيوم معار من نادي الشباب السعودي. شارك مع منتخب البرازيل تحت 20 سنة لكرة القدم. أما مع النوادي، فقد لعب مع أتلتيكو مينييرو. انتقل إلى نادي الشباب 2021 . ووقع في صيف 2024 مع نادي نيوم السعودي على سبيل الإعارة لمدة موسم واحد . 

## وصلات خارجية
- كارلوس ابريليو على موقع قاعدة بيانات كرة القدم.إي يو (الإنجليزية)
- كارلوس ابريليو على موقع Soccerway.com (الإنجليزية)
- كارلوس ابريليو على موقع AS.com (الإسبانية)